# Samuel Formankowicz
Samuel Formankowicz (ur. 1626 w Krakowie, zm. 6 października 1692 tamże) – rektor Akademii Krakowskiej, kanonik krakowski, protonotariusz apostolski.

## Życiorys
Był synem krakowskiego kupca i ławnika Kaspra Formankowicza i jego żony Katarzyny z Mączków, pochodzącej z Biecza córki tamtejszego rajcy Stanisława Mączki. Studiował na Wydziale Filozoficznym Akademii Krakowskiej, gdzie w 1645 został bakałarzem. Tytuł magistra sztuk wyzwolonych i doktora filozofii otrzymał 22 marca 1646. W 1648 wyjechał na studia do Paryża, gdzie uzyskał doktorat obojga praw i Rzymu, gdzie przyjął święcenia kapłańskie. Do Krakowa powrócił przypuszczalnie w 1652 zostając kanonikiem, a następnie kustoszem kolegiaty Wszystkich Świętych w Krakowie. W 1653 roku wyjechał do Poznania, gdzie był rektorem Kolegium Lubrańskiego. W czasie najazdu szwedzkiego opuścił Poznań wracając do Krakowa. 10 czerwca 1656 wszedł w skład delegacji pod przewodnictwem  rektora Adama Rosczewica, która sprzeciwiła się szwedzkim żądaniom złożenia przez profesorów uniwersyteckich przysięgi na wierność królowi Karolowi Gustawowi. W okupowanym mieście pilnował majątku uniwersyteckiego. 12 grudnia 1680 nostryfikował dyplom doktora praw po przeprowadzeniu dysputy na temat władzy kapituły sede vacante. Jak podaje Henryk Barycz podstępne wydostanie prowizji papieskiej na probostwo akademickie w Przemykowie naraziło go w listopadzie 1673 na konflikt z Uniwersytetem, który ogłosił go infamisem i wykluczył ze swego grona. Pogodziwszy się z Akademią, nie tylko utrzymał się na probostwie, ale z czasem doczekał się wyboru na rektora (od półrocza letniego 1686 do letniego 1687 roku włącznie). Był altarystą kościoła Mariackiego, prebendarzem w kościele św. Marii Magdaleny, a także kanonikiem katedry krakowskiej.